# Jes Brieden

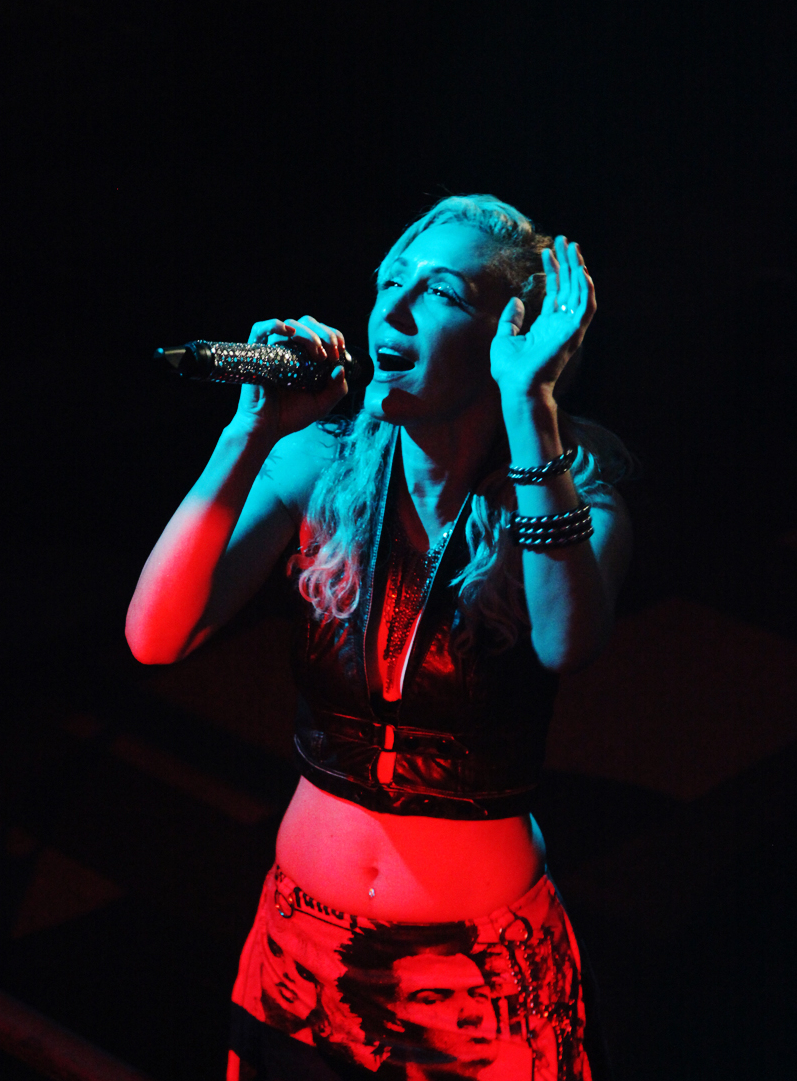
Jes Brieden (2011)

Jes Brieden (* 10. Mai 1974 in New York City; auch bekannt als JES) ist eine amerikanische Singer-Songwriterin, Produzentin und eine häufige Gastsängerin.

## Biographie
Jes Brieden wuchs in New York auf und studierte Kunst und Gesang an einer Kunsthochschule. 2001, als sie in einem Aufnahmestudio in Los Angeles arbeitete, traf sie Mike Olson und gründete mit ihm das Projekt Guardians of the Earth. Sie produzierten gemeinsam die Songs Star Children und One Moon Circling. Star Children wurde auch auf Paul van Dyks Compilation The Politics of Dancing veröffentlicht.
Ihre bekanntesten Werke stammen aus der Zusammenarbeit mit Gabriel & Dresden. Zusammen bildeten sie die Gruppe Motorcycle. 2003 kam ihr Hit As the Rush Comes auf Platz 1 der Billboard Dance Radio Airplay Charts. Dieser Hit führte zu zahlreichen internationalen Auftritten. So trat sie etwa am World Electronic Music Festival in Toronto und in der britischen Musiksendung Top of the Pops neben Beyoncé und Maroon 5 auf.
Seit sie Tiësto traf, unterschrieb sie bei seiner Plattenfirma Black Hole Recordings und veröffentlichte 2007 ihr erstes Soloalbum Disconnect. Zusammen mit dem holländischen DJ produzierte sie den Song Everything, der auf Tiëstos Album Elements of Life veröffentlicht wurde. Auf der weltweiten Konzerttournee Elements of Life trat sie jeweils als Eröffnungskünstler auf. Jes hat auch mit weiteren DJs wie D:Fuse, Deepsky und Solarstone zusammengearbeitet. Im Januar 2008 veröffentlichte sie ihr zweites Soloalbum Into The Dawn mit der äußerst erfolgreichen Single Imagination, der es wiederum auf Platz 1 der Hot Dance Airplay Charts brachte. Im März 2010 veröffentlichte sie ihr neues Album High Glow.

## Diskographie

### Alben
- Disconnect (2007)
- Into The Dawn (2008)
- High Glow (2010)
- Memento (2022)

### Singles
| Solo - „Around You“ (1997) - „I Need You“ (2000) - „Don't Say“ (2000) - „People Will Go“ (2006) - „Ghost“ (2007) - „Heaven“ (2007) - „Imagination“ (2008) - „Be It All“ (2008) - „Lost in the Sound“ (2009) - „Lovesong“ (2009) - „Closer“ (2010) - „Awaken“ (2010) - „It's Too Late“ (2011) - „Before You Go“ (2012) - „High Glow“ (2012) | Co-Produktionen - „Around You“ (1997, als Motorcycle) - „Star Children“ (2001, als Guardians of the Earth) - „One Moon Circling“ (2001, als Guardians of the Earth) - „As the Rush Comes“ (2004, als Motorcycle) - „Imagination“ (2004, als Motorcycle) - „Deep, Breath, Love“ (2004, als Motorcycle) - „Blue Heart“ (2006. als Motorcycle) - „High Glow“ (2007, als Taxigirl) | Kooperationen - „Everything with You“ (2004, mit D:fuse) - „Into Me“ (2004, mit D:fuse) - „Talk Like a Stranger“ (2004, mit Deepsky) - „Living The Dream“ (2005, mit D:fuse) - „Ghost“ (2006, mit Deepsky) - „Like a Waterfall“ (2006, mit Solarstone) - „Everything“ (2007, mit Tiësto) - „My Love“ (2009, mit Airscape) - „The Light in Things“ (2009, mit BT) - „Every Other Way“ (2009, mit BT) - „N.Y.C.“ (2010, mit Richard Durand) - „Show Me the Way“ (2011, mit Allure) - „Can’t Stop“ (2011, mit Ronski Speed) - „Flying Blind“ (2012, mit Cosmic Gate) - „Turn It Around“ (2012, mit Robbie Rivera) - „In Your Eyes“ (2012, mit Ferry Corsten) - „Before You Go“ (2012, mit Andy Duguid) - „Letting Go“ (2012, mit BT) - „Tonight“ (2012, mit BT und tyDi) - „As We Collide“ (2012, mit Christian Burns und Paul Oakenfold) - „Higher than the Sun“ (2013, mit Roger Shah und Brian Laruso) - „Together“ (2013, mit ATB) - „Hard to Cure“ (2013, mit ATB) |

## Auszeichnungen
Winter Music Conference:
- 2004: Bestes Progressive/Trance-Stück (für As The Rush Comes - Motorcycle)